# Julie Hoarau
Pour les articles homonymes, voir Hoarau.
Julie Hoarau est une joueuse de kayak-polo internationale française, née le 1er août 1987.
Elle participe en 2008, et depuis 2007, au championnat de France N1F dans l'équipe du Niagara Canoë Kayak Club.

## Sélections
Sélections en équipe de France senior
- Championnats d'Europe 2007 : Médaille d'argent [2]
- Championnats du monde 2008 : Médaille de bronze[3]